# Badasangapur, Hirekerur
Badasangapur là một làng thuộc tehsil Hirekerur, huyện Haveri, bang Karnataka, Ấn Độ.